# Месуд Мохаммед
Месуд Мохаммед Мусса (амх. መስኡድ መሀመድ; нар. 18 лютого 1990, Аддис-Абеба, Ефіопія) — ефіопський футболіст, півзахисник клубу «Джимма Аба Джифар» та національної збірної Ефіопії.

## Клубна кар'єра
Футбольну кар'єру розпочав в ЕЕПКО. У сезоні 2007/08 років дебютував за вище вказаний клуб у Прем'єр-лізі Ефіопії. У 2010 році перейшов до «Ефіопіан Коффі», кольори якого захищав до 2018 року. Разом з командою вигравав чемпіонат Ефіопії 2010/11 років, а також двічі ставав віце-чемпіоном країни (2013/14, 2015/16). У сезоні 2018/19 років грав за «Джимма Аба Джифар», а в 2019-2021 роках — за «Себета Сіті». У 2021 році повернувся до «Джимма Аба Джифар».

## Кар'єра в збірній
За національну збірну Ефіопії дебютував 8 червня 2008 року в програному (1:2) на кваліфікації чемпіонату світу 2010 року проти Руанди в Аддис-Абебі. 23 грудня 2021 року опинився у списку гравців, які поїхали на Кубок африканських націй 2021 року. На вище вказаному турнірі зіграв у двох матчах групового етапу — проти Кабо-Верде (0:1) та Камеруну (1:4).

## Статистика виступів

### У збірній
| Дата       | Місто        | Господарі   | Результат | Гості                            | Турнір                                    | Голи | Примітки |
| ---------- | ------------ | ----------- | --------- | -------------------------------- | ----------------------------------------- | ---- | -------- |
| 8-6-2008   | Аддис-Абеба  | Ефіопія     | 1 – 2     | Руанда                           | Відбір до ЧС 2010                         | -    | 83'      |
| 13-6-2008  | Нуакшот      | Мавританія  | 0 – 1     | Ефіопія                          | Відбір до ЧС 2010                         | -    |          |
| 22-6-2008  | Аддис-Абеба  | Ефіопія     | 6 – 1     | Мавританія                       | Відбір до ЧС 2010                         | 1    | 83'      |
| 12-11-2011 | Джибуті      | Сомалі      | 0 – 0     | Ефіопія                          | Відбір до ЧС 2014                         | -    |          |
| 16-11-2011 | Аддис-Абеба  | Ефіопія     | 5 – 0     | Сомалі                           | Відбір до ЧС 2014                         | -    | 46' 82'  |
| 10-6-2012  | Аддис-Абеба  | Ефіопія     | 2 – 0     | Центральноафриканська Республіка | Відбір до ЧС 2014                         | -    | 63'      |
| 24-11-2012 | Кампала      | Ефіопія     | 1 – 0     | Південний Судан                  | Кубок КЕСАФА 2012 - 1-й раунд/small>      | -    | 46'      |
| 30-11-2012 | Кампала      | Кенія       | 3 – 1     | Ефіопія                          | Кубок КЕСАФА 2012 - 1-й раунд/small>      | -    | 83'      |
| 5-11-2017  | Аддис-Абеба  | Ефіопія     | 2 – 3     | Руанда                           | кваліфікація ЧАН 2018                     | -    |          |
| 12-11-2017 | Кігалі       | Руанда      | 0 – 0     | Ефіопія                          | кваліфікація ЧАН 2018                     | -    | 60'      |
| 22-10-2020 | Аддис-Абеба  | Ефіопія     | 2 – 3     | Замбія                           | товариський матч                          | -    | 46'      |
| 6-11-2020  | Аддис-Абеба  | Ефіопія     | 2 – 2     | Судан                            | товариський матч                          | -    | 64'      |
| 13-11-2020 | Ніамей       | Нігер       | 1 – 0     | Ефіопія                          | Відбір до Кубка африканських націй 2021   | -    | 66'      |
| 17-11-2020 | Аддис-Абеба  | Ефіопія     | 3 – 0     | Нігер                            | Відбір до Кубка африканських націй 2021   | 1    | 79'      |
| 17-3-2021  | Бахр-Дар     | Ефіопія     | 4 – 0     | Малаві                           | товариський матч                          | 1    | 46'      |
| 24-3-2021  | Бахр-Дар     | Ефіопія     | 4 – 0     | Мадагаскар                       | Відбір до Кубка африканських націй 2021   | -    | 76'      |
| 30-3-2021  | Абіджан      | Кот-д'Івуар | 3 – 1     | Ефіопія                          | Відбір до Кубка африканських націй 2021   | -    | 70'      |
| 26-8-2021  | Бахр-Дар     | Ефіопія     | 0 – 0     | Сьєрра-Леоне                     | товариський матч                          | -    |          |
| 3-9-2021   | Кейп-Кост    | Гана        | 1 – 0     | Ефіопія                          | Відбір до ЧС 2022                         | -    | 46'      |
| 7-9-2021   | Бахр-Дар     | Ефіопія     | 1 – 0     | Зімбабве                         | Відбір до ЧС 2022                         | -    | 75'      |
| 9-10-2021  | Бахр-Дар     | Ефіопія     | 1 – 3     | ПАР                              | Відбір до ЧС 2022                         | -    | 87'      |
| 12-10-2021 | Йоганнесбург | ПАР         | 1 – 0     | Ефіопія                          | Відбір до ЧС 2022                         | -    | 78'      |
| 11-11-2021 | Совето       | Ефіопія     | 1 – 1     | Гана                             | Відбір до ЧС 2022                         | -    | 83'      |
| 30-12-2021 | Лімбе        | Ефіопія     | 3 – 2     | Судан                            | товариський матч                          | -    |          |
| 9-1-2022   | Яунде        | Ефіопія     | 0 – 1     | Кабо-Верде                       | Кубок африканських націй 2021 - 1-й раунд | -    | 15'      |
| 13-1-2022  | Яунде        | Камерун     | 4 – 1     | Ефіопія                          | Кубок африканських націй 2021 - 1-й раунд | -    | кап. 72' |
| Усього     |              | Матчів      | 26        |                                  | Голів                                     | 3    |          |

## Досягнення
- Прем'єр-ліга Ефіопії
  -  Чемпіон (1): 2010/11

- Кубок Ефіопії
  -  Володар (2): 2007/08, 2010/11